# تودین
تودین (به آلمانی: Toddin) یک شهر در آلمان است که در لودویگسلوست-پارشیم واقع شده‌است. تودین ۵۳۳ نفر جمعیت دارد.